# Villars-sous-Dampjoux
Villars-sous-Dampjoux is een gemeente in het Franse departement Doubs (regio Bourgogne-Franche-Comté) en telt 411 inwoners (2005). De plaats maakt deel uit van het arrondissement Montbéliard.

## Geografie
De oppervlakte van Villars-sous-Dampjoux bedraagt 3,1 km², de bevolkingsdichtheid is 132,6 inwoners per km².
De onderstaande kaart toont de ligging van Villars-sous-Dampjoux met de belangrijkste infrastructuur en aangrenzende gemeenten.

## Demografie
Onderstaande figuur toont het verloop van het inwonertal (bron: INSEE-tellingen).